# بيل سكينر
بيل سكينر (بالإنجليزية: Belle Skinner)‏ هي سيدة أعمال أمريكية، ولدت في 10 فبراير 1866 في وليمزبيرغ ‏ في الولايات المتحدة، وتوفيت في 10 أبريل 1928 في باريس في فرنسا.